# Піднята цілина (фільм, 1960)
«Піднята цілина» (рос. Поднятая целина) — радянський трисерійний кольоровий художній фільм поставлений на кіностудії «Ленфільм» в 1959—1961 роках режисером Олександром Івановим за однойменним романом Михайла Шолохова. Прем'єра фільму в СРСР відбулася 27 квітня 1960 року (1 і 2 серії) та 29 квітня 1961 року (3 серія).

## Сюжет
У станицю Гремячий Лог приїжджає комуніст-двадцятип'ятитисячник Давидов і починає проводити колективізацію. Йому допомагають голова сільради Размєтнов і секретар партійного осередку Макар Нагульнов. Кулаки і підкуркульники активно чинять опір цьому процесу. Головний ворог колективізації — осавул Половцев — який не втомлюється шкодити колгоспникам. Але в числі колгоспників є і прихований ворог — Яків Лукич Островнов, який втерся до них в довіру. Не відразу усвідомлюють селяни переваги колгоспного життя. Зокрема, селянин Кіндрат Майданников довго і болісно рвав пуповину, що зв'язувала його з одноосібним господарством, перш ніж прийшов до колгоспу разом з усім своїм майном.

## У ролях
- Петро Чернов — голова колгоспу, Семен Давидов
- Євген Матвєєв — секретар партосередку, Макар Нагульнов
- Федір Шмаков — голова сільради, Андрій Степанович Размєтнов
- Володимир Дорофєєв — дід Щукарь
- Людмила Хитяєва — Гликерія Микитівна Нагульнова, Лушка
- Петро Глєбов — осавул, Олександр Онисимович Половцев
- Віктор Чекмарьов — Яків Лукич Островнов
- Леонід Кміт — Григорій Матвійович Банник
- Олег Ярошенко — Тимофій Рваний
- Йосип Кутянскій — Майданников
- Людмила Єгорова — Варвара Харламова
- Андрій Абрикосов — коваль, Іполит Шалий
- Микола Крючков — Устин Михайлович Рикалін
- Володимир Васильєв — Афанасій Краснокутов (1-3 сер.)
- Михайло Васильєв — Микита Хопров (1-а сер.)
- Людмила Волинська — Перфілівна (1-а сер.)
- Лілія Гурова — Настьонка Донецкова (1-3 сер.)
- Михайло Дубрава — козак (1-3 сер.)
- Павло Кашлаков — епізоди (1, 2 сер.)
- Любов Малиновська — Марія Хопрова (1-а сер.)
- Г. Мочалов — Антип Грач (1, 2 сер.)
- Павло Первушин — Фрол Рваний (1-а сер.)
- Кіра Петрова — Катерина Гуляща (1-3 сер.)
- Іван Пальму — козак (1-а сер.)
- Яків Родос — Аполлон Песковатсков (1-3 сер.)
- Аркадій Трусов — старий козак (1-а сер.)
- Л. Ткачов — епізод (1-а сер.)
- Зоя Александрова — дружина Майданникова (2, 3 сер.)
- Олександр Афанасьєв — прокурор (2 сер.)
- Володимир Волчик — Василь Атаманчук (1, 2 сер.)
- Ігор Дмитрієв — підпоручик Вацлав Августович Лят'євський
- Людмила Єгорова — Варя Харламова (2-а сер.)
- Олександр Крамсков — Федотка Ушаков (2-а сер.)
- Ніна Кочановська — епізоди (2, 3 сер.)
- Іван Кузін — Нестеренко (2-а сер.)
- Володимир Муковозов — епізод (2-а сер.)
- Георгій Самойлов — епізод (2-а сер.)
- Юрій Соловов — епізод (2-а сер.)
- Олена Тяпкіна — мати Мішки Ігнатенкова (2-а сер.)
- Ігор Щепетнов — епізод (2-а сер.)
- Сергій Аханов — епізод (3-я сер.)
- Анатолій Алексєєв — козак (3-я сер.)
- Марія Вейсбрьом — тітка Лушки (3-я сер.)
- Володимир Величко — Федотка Ушаков (3-я сер.)
- Микола Волков — Михей Кузнецов (3-я сер.)
- Владислав Ковальков — епізод (3-я сер.)
- Євген Лебедєв — Агафон Дубцов (3-я сер.)
- Долорес Столбова — вчителька (3-я сер.)
- Сергій Тулупчиков — епізод (3-я сер.)
- Олег Басілашвілі — козак
- Олександра Йожкіна — дружина Лукича (1-2 сер.)
- Геннадій Нілов — епізод
- Сергій Плотніков — Любішкін
- Георгій Сатіні — ротмістр Казанцев (3-я сер.)
- Георгій Тейх — полковник Сивий / Нікольський
- Віктор Чайников — епізод
- Микола Крюков — Тит Бородін

## Знімальна група
- Сценарій —  Юрій Лукін,  Федір Шахмагонов
- Постановка режисера —  Олександр Іванов
- Головний оператор —  В'ячеслав Фастович
- Художники —  Микола Суворов,  Абрам Векслер
- Композитори —  Олег Каравайчук,  Юрій Левітін
- Звукооператор —  Георгій Сальє